# Madagaskarpalmvleerhond
De madagaskarpalmvleerhond (Eidolon dupreanum) is een vleermuis uit de familie van de vleerhonden (Pteropodidae) die endemisch is op Madagaskar. Het verspreidingsgebied van deze inheemse palmvleerhond strekt zich uit over het hele eiland, maar is sterk verbrokkeld.

## Uiterlijke kenmerken
Een opvallend verschil tussen de gewone palmvleerhond en de madagaskarpalmvleerhond is het gedrag. De madagaskarpalmvleerhond trekt niet over grote afstanden en hij rust overdag bij voorkeur in grotten. De gewone palmvleerhond komt soms voor in zeer grote groepen, van de madagaskarpalmvleerhond is dit niet bekend; de groepsgrootte varieert tussen de 10 en de 500 (mediaan 200).

## Leefgebied en gewoonten
De madagaskarpalmvleerhond komt voor in de buurt van een aantal typen bos, zowel regenbos als bossen en naaldbossen in droge gebieden. De nabijheid van grotten is waarschijnlijk het meest belangrijk, want de soort ontbreekt in geschikte bosgebieden waar geen grotten zijn. De madagaskarpalmvleerhond kan zich ook gemakkelijk aanpassen in door de mens veranderde gebieden, waarin nog weinig is overgebleven van de oorspronkelijke bossen. Uit onderzoek blijkt echter wel dat deze vleerhond bij voorkeur foerageert op vruchten, zaden, nectar en bloemen van inheemse planten en bomen. Zo werden in de uitwerpselen meer zaden van de inheemse Polysciasbomen die vijf kilometer ver van de roestplaats stonden, terwijl er minder zaden werden gevonden van de uitheemse guaveaanplantingen (Psidium) veel dichter bij de roestplaats. Er werden 30 verschillende soorten planten in het dieet aangetroffen. De ecologische betekenis van de Madagaskarvleerhond als verspreider van zaden is waarschijnlijk zeer groot.

## Bedreiging
De madagaskarpalmvleerhond wordt sterk bejaagd, zowel op de plaatsen waar zij overdag rusten als waar zij foerageren. Formeel is de jacht gereguleerd, maar in de praktijk wordt het dier het hele jaar geschoten. Het dier komt ook voor in een aantal beschermde gebieden. Er is echter vastgesteld dat jacht plaatsvond in het natuurreservaat van Ankarana. De madagaskarpalmvleerhond heeft meer bescherming nodig en staat daarom als kwetsbaar op de internationale rode lijst.